# Leo Sotorník
Leo Sotorník (ur. 11 kwietnia 1926 w Ostrawie, zm. 14 marca 1998 w Pradze) – czeschosłowacki gimnastyk, medalista olimpijski z Londynu i uczestnik Letnich Igrzysk Olimpijskich 1952.